# Simopteryx davalliata
Simopteryx davalliata là một loài bướm đêm trong họ Geometridae.